# Gouvernement Shinawatra II
Thaïlande
Thaksin Shinawatra I Surayut Chulanon
Le second gouvernement de Thaksin Shinawatra (en thaï : คณะรัฐมนตรีทักษิณ ชินวัตร ชุดที่ 2 ; RTGS : Khana Ratmontri Thaksin Shinawatra Chutthi 2) est le 55e gouvernement de Thaïlande entre le 11 mars 2005 et le 19 septembre 2006, sous la 22e législature de la Chambre des représentants et sous la 8e du Sénat.
Il succède au premier gouvernement du même Premier ministre, Thaksin Shinawatra, au pouvoir depuis 2001 et réélu à sa fonction à l'issue des élections législatives qui se sont tenues le 6 février 2005. Son parti, le Thai Rak Thai, devient le parti majoritaire en remportant 377 sièges à la Chambre des représentants, et ainsi le parti unique du gouvernement.
Thaksin Shinawatra est confirmé à sa position de Premier ministre par la Chambre le 9 mars 2005 et est réinvesti par le roi Rama IX le même jour. Son gouvernement est nommé le 11 mars 2005.

## Composition initiale

### Premier ministre
- Premier ministre : Thaksin Shinawatra

### Vice-Premiers ministres

#### Avec portefeuille supplémentaire
- Vice-Premier ministre, ministre des Finances : Somkid Jatusripitak
- Vice-Premier ministre, ministre de l'Intérieur : Chidchai Wannasathit

#### Sans portefeuille supplémentaire
- Chaturon Chaisaeng
- Surakiat Sathirathai
- Phinit Jarusombat
- Wissanu Krea-ngam

### Ministres
- Ministre auprès du Cabinet du Premier ministre : Suranan Wetchachiwa
- Ministre de la Défense : Thammasak Isarangkun na Ayutthaya
- Ministre des Affaires étrangères : Kantathee Suphamongkol
- Ministre du Tourisme et des Sports : Somsak Thepsuthin
- Ministre du Développement social et de la Sécurité humaine : Pracha Maleenont
- Ministre de l'Agriculture et des Coopératives : Sudarat Keyuraphan
- Ministre des Transports : Suriya Juangroongruangkit
- Ministre des Ressources naturelles et de l'Environnement : Yongyut Tiyaphairat
- Ministre des Technologies, de l'Information et de la Communication : Suwit Khunkitti
- Ministre du Commerce : Thanong Pitthaya
- Ministre de l'Énergie : Wiset Chuphiban
- Ministre de la Justice : Suwat Liptapanlop
- Ministre du Travail : Sornart Klinpathum
- Ministre de la Culture : Uraiwan Thienthong
- Ministre des Sciences, de la Technologie et de l'Environnement : Korn Dabbarangsi
- Ministre de l'Éducation : Adisai Photaramik
- Ministre de la Santé publique : Suchai Charoenrattanakul
- Ministre de l'Industrie : Watthana Mueangsuk

### Vice-ministres
- Finances :
  - Worathep Ratanakorn
  - Chaiyot Sasomsap
- Affaires étrangères : Preecha Laohapongchana
- Agriculture et Coopératives : Newin Chidchob
- Transports :
  - Adisorn Phiengket
  - Poomtham Wechayachai
- Commerce : Suriya Lapvisutthisin
- Intérieur : 
  - Sermsak Pongpanich
  - Somchai Soonthornwat
- Éducation : Roong Kaewdaeng
- Santé publique : Anutin Charnvirakul

## Évolution de la composition

### Démission du 6 juillet 2005
Le 6 juillet 2005, Suriya Lapvisutthisin, vice-ministre du Commerce, annonce sa démission. Sa démission est officialisée le 12 juillet.

### Remaniement du1eraoût 2005
Le 1er août 2005, seulement 5 mois après la formation du gouvernement, celui-ci est remanié. Plusieurs ministres changent d'attribution, d'autres sont démis de leurs fonctions et de nouveaux membres sont nommés. Le remaniement est annoncé le 2 mars.
Démission :
- Suwit Khunkitti, ministre des Technologies, de l'Information et de la Communication ;
- Korn Dabbarangsi, ministre des Sciences, de la Technologie et de l'Environnement ;
- Adisai Photaramik, ministre de l'Éducation.

Changement d'attribution :
- Somkid Jatusripitak (vice-Premier ministre, ministre des Finances), renommé vice-Premier ministre et nommé ministre du Commerce ;
- Chidchai Wannasathit (vice-Premier ministre, ministre de l'Intérieur), renommé vice-Premier ministre et nommé ministre de la Justice ;
- Chaturon Chaisaeng (vice-Premier ministre), nommé ministre de l'Éducation ;
- Preecha Laohapongchana (vice-ministre des Affaires étrangères), nommé vice-ministre du Commerce (en remplacement de Suriya Lapvisutthisin) ;
- Somsak Thepsuthin (ministre du Tourisme et des Sports), nommé ministre du Travail ;
- Pracha Maleenont (ministre du Développement social et de la Sécurité humaine), nommé ministre du Tourisme et des Sports ;
- Newin Chidchob (vice-ministre de l'Agriculture et des Coopératives), nommé ministre auprès du Cabinet du Premier ministre ;
- Suriya Juangroongruangkit (ministre des Transports), nommé vice-Premier ministre et ministre de l'Industrie ;
- Adisorn Phiengket (vice-ministre des Transports), nommé vice-ministre de l'Agriculture et des Coopératives ;
- Thanong Pitthaya (ministre du Commerce), nommé ministre des Finances ;
- Suwat Liptapanlop (ministre de la Justice), nommé vice-Premier ministre ;
- Sornart Klinpathum (ministre du Travail), nommé ministre des Technologies, de l'Information et de la Communication ;
- Watthana Mueangsuk (ministre de l'Industrie), nommé ministre du Développement social et de la Sécurité humaine.

Entrée au gouvernement :
- Pongsak Rattanapongpaisan, nommé ministre des Transports ;
- Chainan Charoensiri, nommé vice-ministre des Transports ;
- Kongsak Wanthana, nommé ministre de l'Intérieur ;
- Prawich Rattanaphien, nommé ministre des Sciences et de la Technologie.

### Ajustement du 4 août 2005
Le 4 août 2005, Suranan Wetchachiwa et Newin Chidchob, tous deux ministres auprès du Cabinet du Premier ministre, sont chargés d'assurer les fonctions d'intérim dans des ministères n'ayant pas des vice-ministres. Il s'agit :
- du ministère des Affaires étrangères ;
- du ministère du Tourisme et des Sports ;
- du ministère du Développement social et de la Sécurité humaine ;
- du ministère des Ressources naturelles et de l'Envrionnement ;
- du ministère des Technologies, de l'Information et de la Communication ;
- du ministère de l'Éducation ;
- du ministère du Travail ;
- du ministère de la Culture ;
- du ministère des Sciences et de la Technologie ;
- du ministère de l'Industrie.

### Ajustement du 31 octobre 2005
Le 31 octobre 2005, Suchai Charoenrattanakul et Phinit Jarusombat changent de portefeuille.
Changement d'attribution :
- Suchai Charoenrattanakul (ministre de la Santé publique), nommé vice-Premier ministre ;
- Phinit Jarusombat (vice-Premier ministre), nommé ministre de la Santé publique.

### Démission du 3 février 2006
Le 3 février 2006, Uraiwan Thienthong, ministre de la Culture, annonce sa démission. Elle est officialisée le 9 février par le Premier ministre.

### Démission du 4 février 2006
Le 4 février 2006, Sornart Klinpathum, ministre des Technologies, de l'Information et de la Communication, annonce sa démission. Elle est officialisée le 10 février.

### Ajustement du 7 février 2006
Le 7 février 2006, trois ministres (Suchai Charoenrattanakul, vice-Premier ministre ; Suranan Wetchachiwa et Newin Chidchob, ministres auprès du Cabinet du Premier ministre) sont chargés d'assurer les intérims des ministères sans titulaire : ils occupent les fonctions par intérim de ministre des Technologies, de l'Information et de la Communication, ainsi que ministre de la Culture.

### Démission du 24 juin 2006
Le 24 juin 2006, le vice-Premier ministre Wissanu Krea-ngam démissionne de ces fonctions. Elle est annoncée et officialisée le 6 juillet 2006 par le Premier ministre.

## Fin du gouvernement
La fin du second gouvernement de Thaksin Shinawatra est initialement signée par la dissolution de la Chambre des représentants le 24 février 2006, mais il reste en place jusqu'à la nouvelle élection annoncée pour le 2 avril. Mais les partis d'opposition ont choisi de boycotter les élections et le Thai Rak Thai se retrouve à remporter plus de 460 sièges à la Chambre. Malgré cela, le Premier ministre annonce sa démission deux jours après les élections. Mais en juillet, les élections sont rejetés par les royalistes. La Cour constitutionnelle, déclare invalide les résultats des élections.
De nouvelles échéances furent prévues pour le 15 octobre 2006, mais un coup d'État, celui du 19 septembre 2006, mené par le général Sonthi Boonyaratglin, chef du Conseil pour une Réforme Démocratique sous l'égide de la Monarchie Constitutionnelle, intervient alors que le Premier ministre n'était pas sur le territoire mais à New York, lors d'une réunion aux Nations Unies.